# The Great Rock ’n’ Roll Swindle (album)
The Great Rock ’n’ Roll Swindle – drugi album zespołu punkrockowego Sex Pistols zawierający ścieżkę dźwiękową do filmu Julien Temple  The Great Rock ’n’ Roll Swindle, wydany 26 lutego 1979 nakładem Virgin Records.

## Krótki opis
W trakcie przygotowywania nagrań Sex Pistols rozpadali się, a John Lydon odmówił udziału w projekcie. W tej sytuacji w części utworów Sex Pistols wykorzystano wokal Johnny Rottena, nagrany w październiku 1976 w trakcie sesji demo oraz dograno niektóre ścieżki instrumentalne w wykonaniu Paula Cooka i Steve’a Jonesa. Podwójny album zawiera liczne utwory w formie pastiszu napisane i nagrane już po rozpadzie Sex Pistols, które całkowicie pomijają śpiew Lydona. Album wydano zasadniczo w dwóch różnych układach i wersjach nagraniowych utworów, przy czym prezentowana poniżej lista utworów przeważała do 1992 r.

## Lista utworów
| 1.  | „God Save the Queen (Symphony)”                                | 3:23    |
|     |                                                                |         |
| 2.  | „Johnny B. Goode”                                              | 2:36    |
|     |                                                                |         |
| 3.  | „Roadrunner”                                                   | 3:47    |
|     |                                                                |         |
| 4.  | „Black Arabs”                                                  | 4:51    |
|     |                                                                |         |
| 5.  | „Anarchy in the UK”                                            | 4:00    |
|     |                                                                |         |
| 6.  | „Substitute”                                                   | 3:10    |
|     |                                                                |         |
| 7.  | „Don't Give Me No Lip Child”                                   | 3:27    |
|     |                                                                |         |
| 8.  | „(I'm Not Your) Steppin' Stone”                                | 3:06    |
|     |                                                                |         |
| 9.  | „L'Anarchie Pour Le UK”                                        | 3:28    |
|     |                                                                |         |
| 10. | „Belsen Was a Gas (Einmal war Belsen wirklich Vortrefflich)”   | 2:12    |
|     |                                                                |         |
| 11. | „Belsen Vos a Gassa (Einmal war Belsen wirklich Vortrefflich)” | 2:17    |
|     |                                                                |         |
| 12. | „Silly Thing”                                                  | 2:51    |
|     |                                                                |         |
| 13. | „My Way”                                                       | 4:06    |
|     |                                                                |         |
| 14. | „I Wanna By Me”                                                | 3:03    |
|     |                                                                |         |
| 15. | „Something Else”                                               | 2:14    |
|     |                                                                |         |
| 16. | „Rock Around the Clock”                                        | 2:04    |
|     |                                                                |         |
| 17. | „Lonely Boy”                                                   | 3:07    |
|     |                                                                |         |
| 18. | „No One Is Innocent”                                           | 3:04    |
|     |                                                                |         |
| 19. | „C’mon Everybody”                                              | 1:56    |
|     |                                                                |         |
| 20. | „EMI (Orch)”                                                   | 3:44    |
|     |                                                                |         |
| 21. | „The Great Rock ’n’ Roll Swindle”                              | 4:21    |
|     |                                                                |         |
| 22. | „Friggin' in the Riggin'”                                      | 3:37    |
|     |                                                                |         |
| 23. | „You Need Hands”                                               | 2:54    |
|     |                                                                |         |
| 24. | „Who Killed Bambi?"                                            | 3:07    |
|     |                                                                |         |
|     |                                                                | 1:16:25 |
|     |                                                                |         |

## Skład
- Johnny Rotten – wokal (2-3, 5-8, 10, 14)
- Steve Jones – wokal (17, 20-22), gitara (1-24)
- Glen Matlock – gitara basowa (2-3, 5-8, 14)
- Paul Cook – wokal (12, 21), perkusja (1-24)
- Sid Vicious – wokal (13, 15, 19), gitara basowa (10)
- Malcolm McLaren – wokal (1, 23)
- Ronnie Biggs – wokal (11, 18)
- Eduard Tudor-Pole – wokal (16, 21, 24)
- Louis Brennon – wokal (9)
- Black Arabs - (3)